# Spaniens Grand Prix 1989
Spaniens Grand Prix 1989 var det fjortonde av 16 lopp ingående i formel 1-VM 1989.

## Resultat
1. Ayrton Senna, McLaren-Honda, 9 poäng
2. Gerhard Berger, Ferrari, 6
3. Alain Prost, McLaren-Honda, 4
4. Jean Alesi, Tyrrell-Ford, 3
5. Riccardo Patrese, Williams-Renault, 2
6. Philippe Alliot, Larrousse (Lola-Lamborghini), 1
7. Andrea de Cesaris, BMS Scuderia Italia (Dallara-Ford)
8. Nelson Piquet, Lotus-Judd
9. Derek Warwick, Arrows-Ford
10. Jonathan Palmer, Tyrrell-Ford

### Förare som bröt loppet
- Eddie Cheever, Arrows-Ford (varv 61, motor)
- Emanuele Pirro, Benetton-Ford (59, snurrade av)
- Alex Caffi, BMS Scuderia Italia (Dallara-Ford) (55, motor)
- Martin Brundle, Brabham-Judd (51, snurrade av)
- Mauricio Gugelmin, March-Judd (47, kollision)
- Luis Pérez Sala, Minardi-Ford (47, snurrade av)
- Thierry Boutsen, Williams-Renault (40, bränslepump)
- Olivier Grouillard, Ligier-Ford (34, motor)
- Pierluigi Martini, Minardi-Ford (27, snurrade av)
- Ivan Capelli, March-Judd (23, transmission)
- JJ Lehto, Onyx-Ford (20, växellåda)
- Piercarlo Ghinzani, Osella-Ford (17, växellåda)
- Alessandro Nannini, Benetton-Ford (14, snurrade av)
- Stefano Modena, Brabham-Judd (11, elsystem)
- Nicola Larini, Osella-Ford (6, upphängning)
- Satoru Nakajima, Lotus-Judd (0, kollision)

### Förare som ej kvalificerade sig
- Rene Arnoux, Ligier-Ford
- Pierre-Henri Raphanel, Rial-Ford
- Gregor Foitek, Rial-Ford

### Förare som ej förkvalificerade sig
- Gabriele Tarquini, AGS-Ford
- Stefan "Lill-Lövis" Johansson, Onyx-Ford
- Roberto Moreno, Coloni-Ford
- Michele Alboreto, Larrousse (Lola-Lamborghini)
- Aguri Suzuki, Zakspeed-Yamaha
- Yannick Dalmas, AGS-Ford
- Bernd Schneider, Zakspeed-Yamaha
- Oscar Larrauri, EuroBrun-Judd
- Enrico Bertaggia, Coloni-Ford